# Johannes Steinhoff
Johannes Steinhoff (Roßleben, 15 settembre 1913 – Bonn, 21 febbraio 1994) è stato un generale e aviatore tedesco che prestò servizio nella Luftwaffe durante e dopo la seconda guerra mondiale, diventandone il capo di stato maggiore dal 1966 al 1970. Fu anche presidente del comitato militare della NATO dal 1971 al 1974.
Con un totale di 176 vittorie aeree ottenute in complessive 900 missioni di guerra, fu uno dei migliori assi tedeschi e di sempre.

## Biografia
Johannes Steinhoff nacque a Bottendorf, attuale frazione di Roßleben, in Turingia. Entrato nella Luftwaffe, l'aeronautica militare tedesca, il 18 dicembre 1939 abbatté due bombardieri britannici Vickers Wellington vicino Wilhelmshaven, uno dei primi piloti tedeschi a conseguire delle vittorie aeree nella seconda guerra mondiale. Alla fine dell'anno fu nominato comandante (Staffelkapitän) della 10ª squadriglia (Staffel) del 26º stormo caccia (Jagdgeschwader 26, JG 26). Nel febbraio 1940 divenne Staffelkapitän della 4ª squadriglia del Jagdgeschwader 52 (4./JG 52) e, dopo aver ottenuto otto vittorie sul fronte occidentale, nel 1941 venne inviato a est, dove ebbe modo di conseguire altre vittorie. Entro l'inizio di agosto gli erano state accreditati trentacinque abbattimenti. L'Oberleutnant (tenente) Steinhoff venne decorato con la Croce di Cavaliere della Croce di Ferro il 30 agosto.
Promosso Hauptmann (capitano) e divenuto comandante (Gruppenkommandeur) del II gruppo (Gruppe) del JG 52 (II./JG 52) nel febbraio 1942, Steinhoff raggiunse la sua 90ª vittoria il 25 agosto contro un caccia Yak-1, quindi la 100ª nei cieli di Stalingrado il 31 agosto abbattendo un caccia LaGG-3. Il 2 settembre ricevette le fronde di quercia da aggiungere alla Croce di Cavaliere. Poco dopo essere stato trasferito al Jagdgeschwader 77, il 2 febbraio 1943 abbatté il suo 150º aereo avversario. 
Il 10 maggio 1944 alcuni velivoli si trasferiscono temporaneamente dall'Aeroporto di Ferrara-San Luca a Lavariano di Mortegliano per intercettare il ritorno di B-24 Liberator dalla Germania. Il combattimento avviene 60 km a sud est di Zagabria con i P-38 Lightning che scortano i bombardieri. Steinhoff abbatte un P-38. 
Il 9 giugno i caccia partiti dall'Aeroporto di Poggio Renatico intercettano sul nord-est Italia dei bombardieri diretti nel sud della Germania. Aspri combattimenti portano a 6 B-24 abbattuti, da parte tedesca invece 2 piloti morti (Kurt Neubert e l’asso NÄGELE) e 4 feriti. Più tardi a Lubiana altro combattimento tra aerei dello JG77 e 20 quadrimotori americani di ritorno dalla Germania: un B-24 abbattuto da Steinhoff.
La serie di successi continuò e il 28 luglio 1944 fu premiato con le spade per la Croce di Cavaliere per aver raggiunto le 167 vittorie.

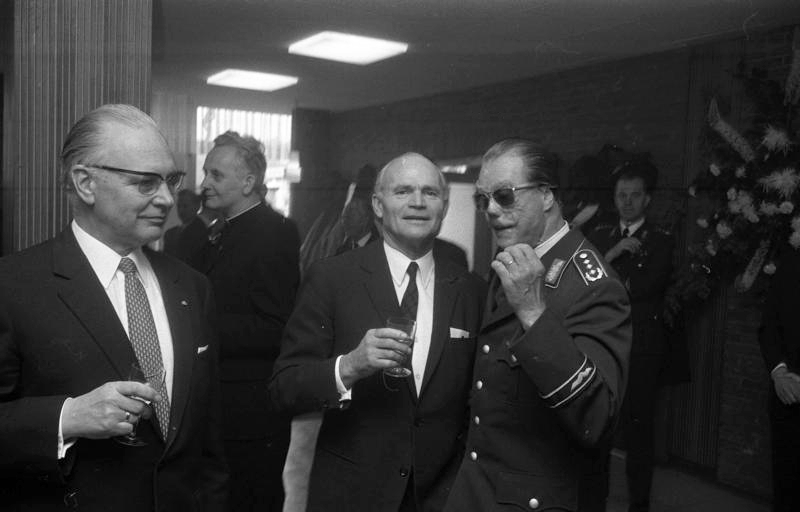
Steinhoff fotografato al Nürburgring nel 1969 in occasione dei vent'anni dalla nascita della NATO

Nel dicembre 1944 divenne comandante (Geschwaderkommodore) del Jagdgeschwader 7, uno stormo equipaggiato con i caccia a getto Messerschmitt Me 262. Nel gennaio 1945 venne chiamato dal generale Adolf Galland per far parte del Jagdverband 44, un reparto dotato di Me 262 formato attorno ai migliori assi tedeschi. Steinhoff assunse il ruolo di capo operazioni e ufficiale per compiti speciali. A bordo dei caccia a reazione ottenne le ultime sei vittorie portando così il totale a 176 abbattimenti.
L'8 aprile infatti, in fase di decollo in quella che era la sua 900ª missione di guerra, il carrello d'atterraggio dell'Me-262 colpì una buca mal riparata e si schiantò fuori pista prendendo fuoco. Steinhoff riuscì a uscire dal posto di guida, ma rimase gravemente ustionato in molte parti del corpo, palpebre incluse. Non riuscì a chiudere gli occhi fino al 1969, quando un chirurgo della Royal Air Force gli ricostruì le palpebre con un lembo di tessuto preso dal braccio; fino a quel momento era stato costretto a indossare degli occhiali scuri per coprire il danno provocato dall'incidente.
Il volto sfigurato non fu comunque un ostacolo alla carriera di Steinhoff, che nel dopoguerra riprese servizio con la Luftwaffe della Germania Ovest diventandone capo di stato maggiore (Inspekteur der Luftwaffe) dal 1966 al 1970. Dal 1º aprile 1971 al marzo 1974 fu presidente del comitato militare della NATO. Morì a Bonn il 21 febbraio 1994. A lui è intitolato lo Jagdgeschwader 73 dell'attuale aeronautica militare tedesca.